# Najdena jama
Najdena jama, nekoč tudi Lipertova jama, je 5216 metrov dolga in 121 metrov globoka (podatek iz leta 2023) kraška jama v nad severnim robom Planinskega polja. Pod jamo teče del reke Unice, v njej živi več podzemskih živalskih vrst. Unica teče še skozi jamo Gradišnico, nato pa teče pod zemljo proti Vrhniki, kjer pride na dan v izvirih Ljubljanice.
Borisov rov v jami je dobil ime po odkritelju (1964) Borisu Sketu.